# Тонди (Таллин)
То́нди (эст. Tondi — «Призрачный») — микрорайон в районе Кристийне города Таллина, столицы Эстонии.

## География
Расположен в центральной части Таллина. Площадь — 1,33 км². Плотность населения на 1 января 2023 года — 3439,1 чел/км². 
Через Тонди проходит железная дорога Таллин — Кейла. 

## Улицы
По территории микрорайона проходят улицы Аули, Вястрику, Кампри, Каяка, Китсекюла, Котка, Кяо, Линну, Лыокезе, Марси, Нымме, Окса, Парди, Рахумяэ, Риви, Ряхни, Самму, Сеэби, Сыякооли, А. Х. Таммсааре, Тонди, Тюве, Харака, Ээбику.
Улицы в той части микрорайона Тонди, которая граничит с микрорайоном Лиллекюла, в основном, носят «птичьи» названия: Каяка (эст. Kajaka) — Чаячья, Котка (эст. Kotka) — Орлиная, Линну (эст. Linnu) — Птичья, Парди (эст. Pardi) — Утиная, Ряхни (эст. Rähni) — Дятловая.

## Население
| Численность населения микрорайона Тонди на 1 января по данным Регистра народонаселения | Численность населения микрорайона Тонди на 1 января по данным Регистра народонаселения | Численность населения микрорайона Тонди на 1 января по данным Регистра народонаселения | Численность населения микрорайона Тонди на 1 января по данным Регистра народонаселения | Численность населения микрорайона Тонди на 1 января по данным Регистра народонаселения | Численность населения микрорайона Тонди на 1 января по данным Регистра народонаселения | Численность населения микрорайона Тонди на 1 января по данным Регистра народонаселения | Численность населения микрорайона Тонди на 1 января по данным Регистра народонаселения |
| 2008                                                                                   | 2010                                                                                   | 2011                                                                                   | 2012                                                                                   | 2013                                                                                   | 2014                                                                                   | 2015                                                                                   | 2016                                                                                   |
| -------------------------------------------------------------------------------------- | -------------------------------------------------------------------------------------- | -------------------------------------------------------------------------------------- | -------------------------------------------------------------------------------------- | -------------------------------------------------------------------------------------- | -------------------------------------------------------------------------------------- | -------------------------------------------------------------------------------------- | -------------------------------------------------------------------------------------- |
| 3326                                                                                   | ↗3401                                                                                  | ↗3416                                                                                  | ↗3470                                                                                  | ↗3501                                                                                  | ↗3733                                                                                  | ↗3862                                                                                  | ↗3953                                                                                  |
| 2017                                                                                   | 2018                                                                                   | 2019                                                                                   | 2020                                                                                   | 2021                                                                                   | 2022                                                                                   | 2023                                                                                   |                                                                                        |
| ↗3989                                                                                  | ↗4082                                                                                  | ↗4086                                                                                  | ↗4102                                                                                  | ↗4289                                                                                  | ↗4393                                                                                  | ↗4574                                                                                  |                                                                                        |

## История
Микрорайон назван по имени ставленника шведского короля Густава II, командующего силами обороны Ревеля Йобста Дунте (1569—1615). Здесь находилась его летняя мыза Дунтен (нем. Dunten), здания которой были снесены в 1970-х годах. Парк, находившийся рядом с главным зданием мызы, частично сохранился. 
Позже в Тонди были построены и другие летние мызы: Шпринкталь (нем. Sprinckthal), Фаренхольц (нем. Fahrenholz). В 1910 году здесь были возведены армейские казармы («Тондиские казармы») и создан военный городок, строения которого в 1999 году были внесены в Государственный регистр памятников культуры Эстонии как архитектурные памятники (три казармы, штабное здание, столовая, конюшня и др.). В 2000—2010-х годах часть строений бывшего военного городка была отреставрирована и реконструирована; в одну из бывших казарм переехал университет «Audentes» (ул. Тонди 55).
В 1933 году был открыт железнодорожная станция «Тонди» (3,7 км от Балтийского вокзала); некоторое время спустя сюда продлили трамвайную линию. В 2006 году здание станции было внесено в Государственный регистр памятников культуры Эстонии как архитектурный памятник. При инспектировании 9 июня 2020 года его состояние было признано плохим.

## Общественный транспорт
В Тонди проходят маршруты городских автобусов № 12 и 13 (остановки Retke tee и Sõjakooli), 23 и 28 (остановки на улице Тонди), 67 (остановка Tüve).
В микрорайоне находится железнодорожная платформа Тонди, на которой останавливаются пригородные поезда западного направления компании «Elron».

## Галерея
- Микрорайон Тонди
- Железнодорожная станция Тонди в 1930-е годы
- Здание железнодорожной станции Тонди в 2011 году (памятник архитектуры)
- Железнодорожная платформа Тонди
- Железнодорожный мост у станции Тонди
- Одна из Тондиских казарм, ул. Тонди 51 (памятник архитектуры)
- Штабное здание Тондиского военного городка, ул. Таммсааре 25 (памятник архитектуры)
- Летняя мыза Шпринкталь, ул. Тонди 42 (памятник архитектуры)
- Ул. Котка 44 (бывшая летняя мыза Тизенгаузенов, памятник архитектуры)
- Конечная остановка трамваев в Тонди
- Новый жилой дом на улице Марси